# Konstantin Skriabin
Konstantin Iwanowicz Skriabin, ros. Константин Иванович Скрябин (ur. 25 listopada?/7 grudnia 1878 w Petersburgu, zm. 17 października 1972 w Moskwie) – rosyjski parazytolog. Był profesorem katedry parazytologii w Nowoczerkasku w latach 1917–1920. W latach 1920–1925 pracował w Moskiewskim Instytucie Weterynarii (obecnie noszącym jego imię). W latach 1920–1956 profesor i dyrektor Ogólnozwiązkowego Instytutu Helmintologii. Członek licznych instytucji: Ogólnozwiązkowej Akademii Nauk Rolniczych im. Lenina (1935), Akademii Nauk ZSRR (1939) i PAN (1959) . Bohater Pracy Socjalistycznej (1958).
Prowadził badania nad pasożytami i ich zwalczaniem. Badania Skriabina i jego szkoły dotyczą morfologii, biologii i filogenii systemów robaków pasożytniczych, zagadnień epidemiologii chorób pasożytniczych i walki z pasożytami człowieka i zwierząt hodowlanych. Wprowadził pojęcie żywiciela pośredniego, dehelmintyzacji, dewastacji i in. Do najważniejszych dzieł zalicza się: Osnowy obszczej gielmintologii (1940), Triematody żiwotnych i cziełowieka (22 tomy (1947–1966) napisane z licznymi współpracownikami), Zarys chorób inwazyjnych zwierząt gospodarskich (1950).